# Провіантська вулиця
Провіа́нтська ву́лиця — вулиця в Шевченківському районі міста Києва, місцевість Шулявка. Пролягає від Берестейського проспекту до Кирило-Мефодіївської вулиці.
Прилучається вулиця Віктора Ярмоли.

## Історія
Вулиця виникла в 2-й половині XIX століття під назвою Провіантська (у деяких джерелах — Провіантський провулок), від розташованих на ній продовольчих складів. 
З 1919 року — вулиця Галі Тимофєєвої, на честь революціонерки-більшовички Галі Тимофєєвої (назву підтверджено 1944 року). 
З 1952 року — вулиця Плеханова, на честь російського революціонера-марксиста Георгія Плеханова. 
З 1957 року — знову вулиця Галі Тимофєєвої. 
Сучасну історичну назву вулиці відновлено 2015 року.

## Забудова
До середини XX століття простягалася до Табірної вулиці (тепер Ростиславська вулиця), згодом скорочена до теперішніх розмірів через промислове будівництво. Майже вся стара забудова знесена, зберігся лише будинок № 4/6, збудований на початку ХХ століття. У 2000–2003 роках на початку вулиці був побудований 29-поверховий житловий будинок.

## Зображення

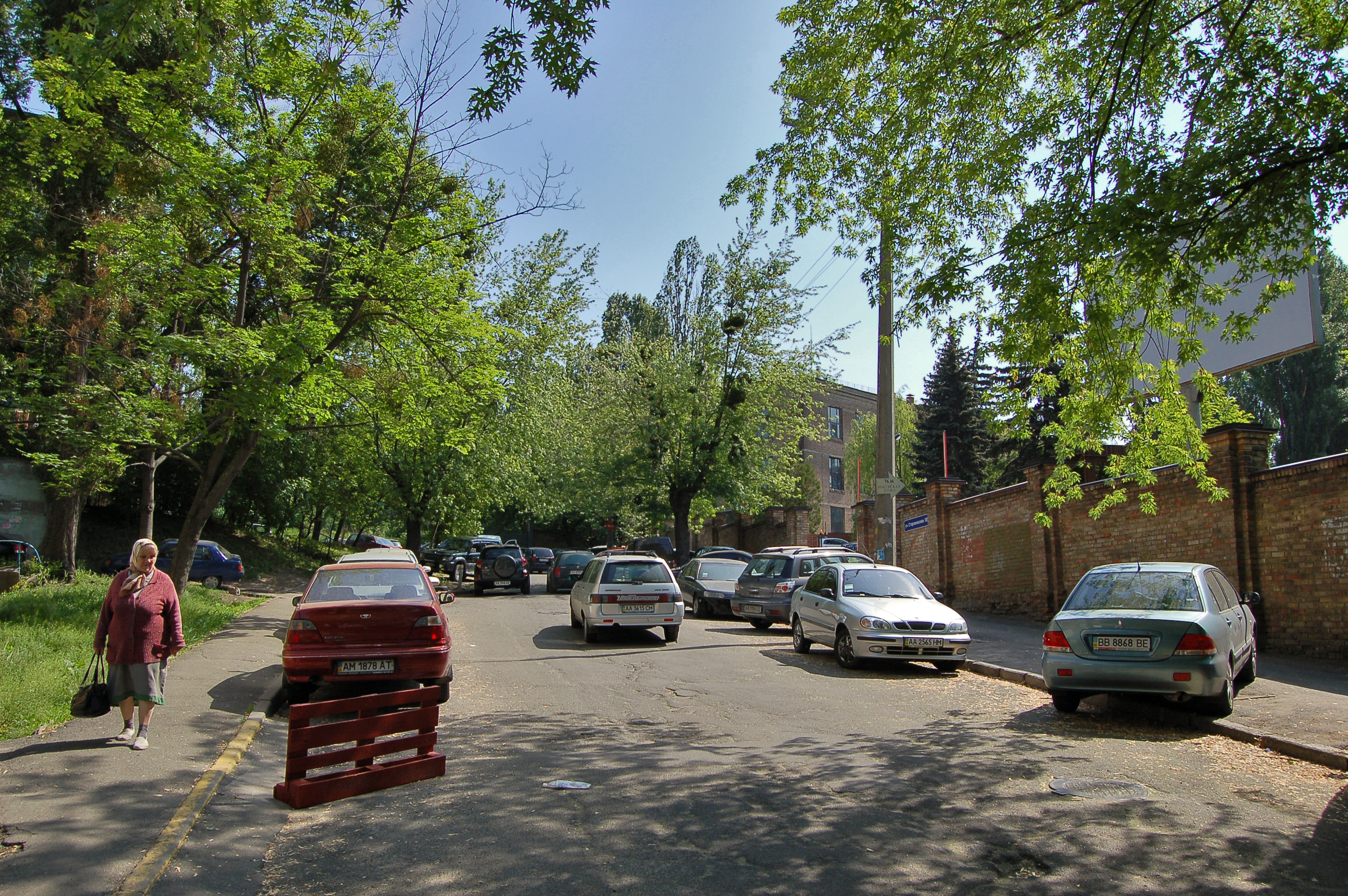
Провіантська вулиця
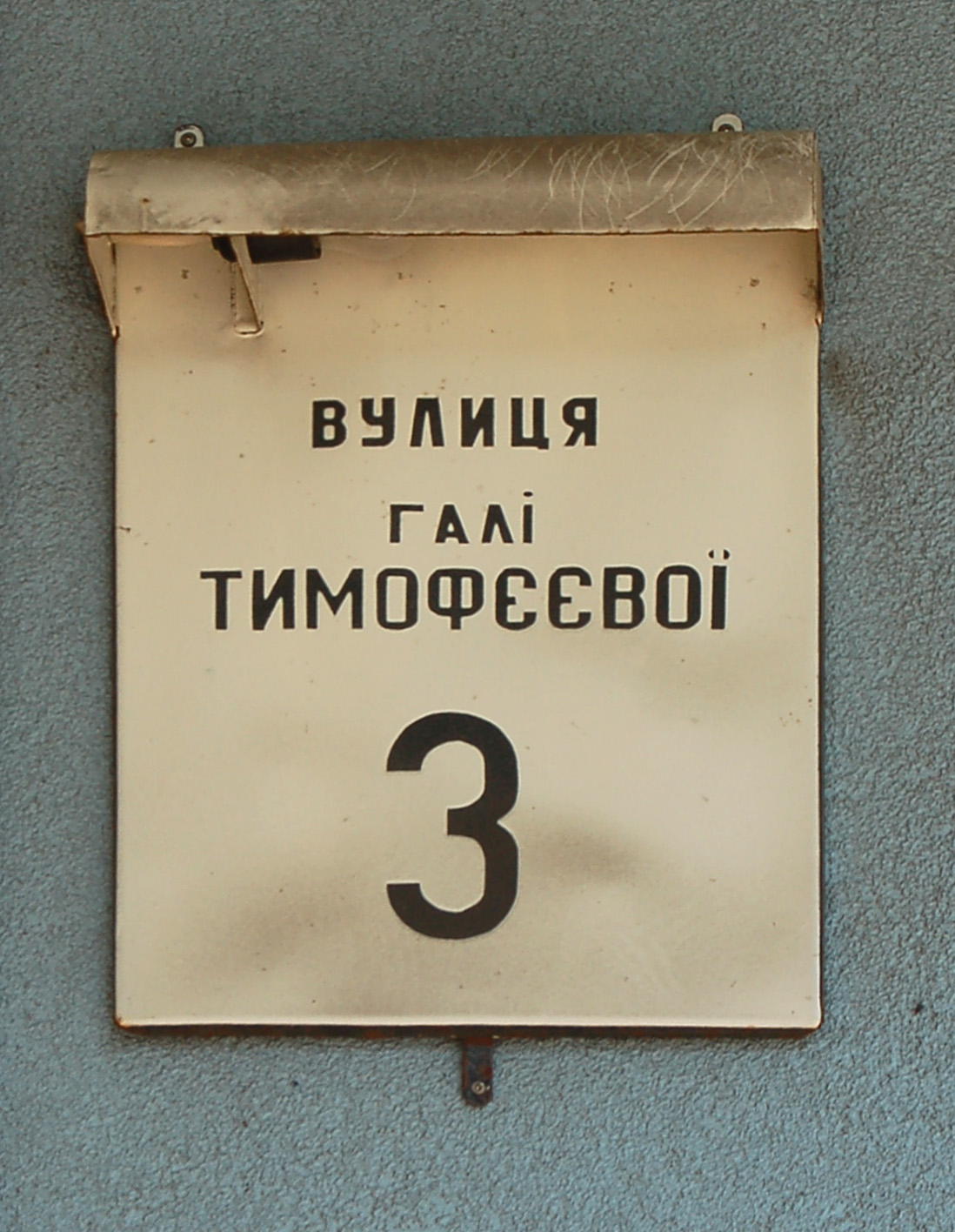
Адресна табличка зі старою назвою вулиці